# Tatiana Seguina
Tatiana Alexándrovna Seguina (en ruso: Татьяна Александровна Сегина; Moscú, 20 de enero de 1992) es una deportista rusa que compitió en tiro con arco, en la modalidad de arco recurvo.
Ganó una medalla de bronce en el Campeonato Mundial de Tiro con Arco al Aire Libre de 2009 y dos medallas de oro en el Campeonato Europeo de Tiro con Arco al Aire Libre de 2014.

## Palmarés internacional
| Campeonato Mundial al Aire Libre | Campeonato Mundial al Aire Libre | Campeonato Mundial al Aire Libre | Campeonato Mundial al Aire Libre |
| Año                              | Lugar                            | Medalla                          | Prueba                           |
| -------------------------------- | -------------------------------- | -------------------------------- | -------------------------------- |
| 2009                             | Ulsan (Corea del Sur)            | Medalla de bronce                | Equipo                           |
| Campeonato Europeo al Aire Libre |                                  |                                  |                                  |
| Año                              | Lugar                            | Medalla                          | Prueba                           |
| 2014                             | Echmiadzin (Armenia)             | Medalla de oro                   | Individual                       |
| 2014                             | Echmiadzin (Armenia)             | Medalla de oro                   | Equipo mixto                     |